# Huperzin A
Huperzin A ist ein starker, die Acetylcholinesterase hemmender Wirkstoff. Es gehört zu den Lycopodium-Alkaloiden. Als experimenteller Arzneistoff wird es für die Therapie der Alzheimer-Krankheit erprobt.

## Vorkommen

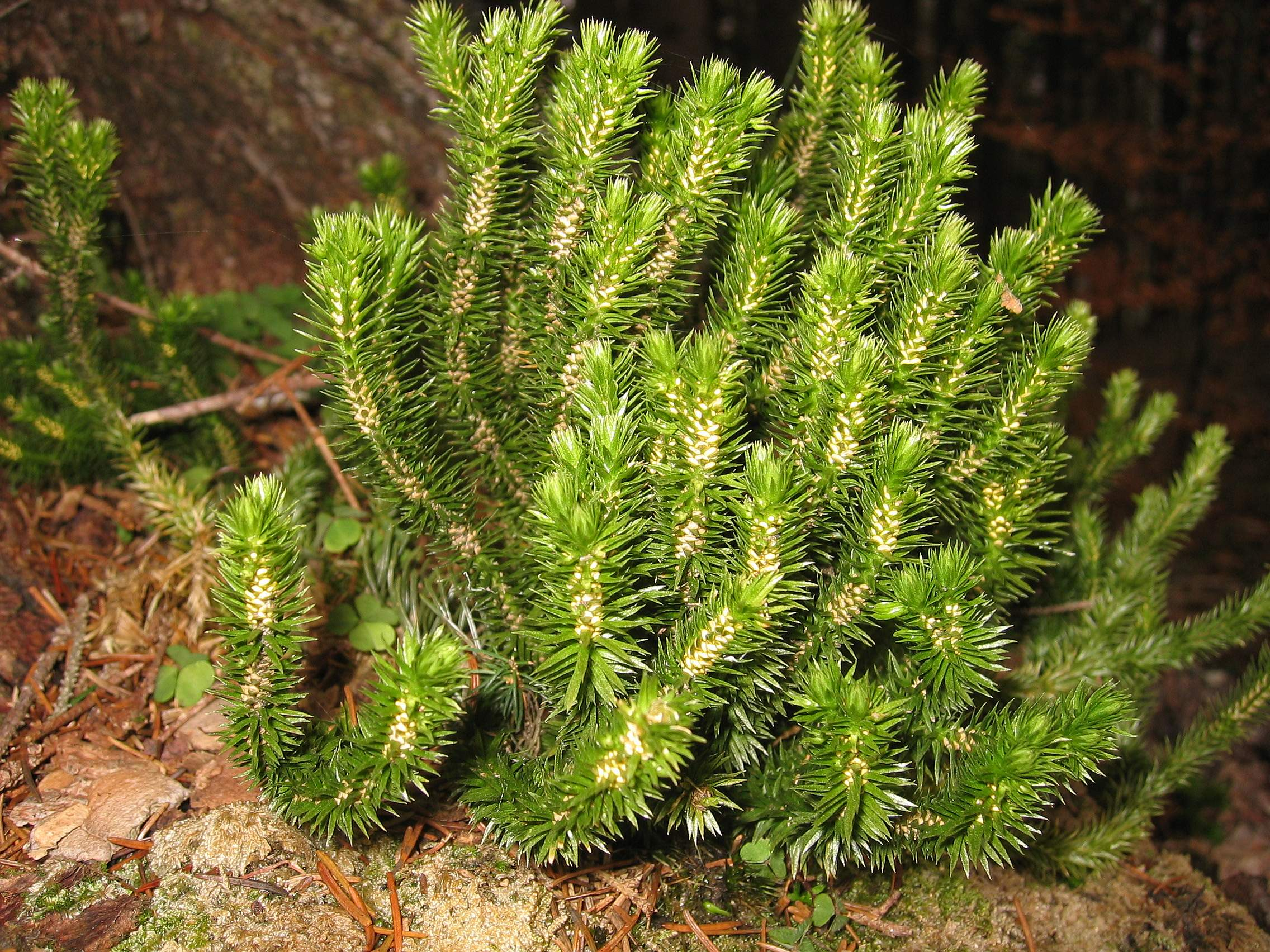
Tannen-Bärlapp (Huperzia selago)

Huperzin A ist ein Naturstoff, der in Bärlappgewächsen (Huperzia selago, Huperzia serrata) vorkommt.

## Pharmakologische Eigenschaften

### Wirkungsmechanismus (Pharmakodynamik)
Huperzin A hemmt reversibel die Acetylcholinesterase, wodurch ein bestimmter Acetylcholinspiegel aufrechterhalten werden kann.

### Toxikologie
Huperzin A ist ein starker Wirkstoff, der im Mikrogrammbereich (300–500 µg) seine therapeutische Wirkung entfaltet und relativ gut verträglich sein soll. Ansonsten ist Huperzin A bei größeren Mengen sehr giftig, sowohl beim Einatmen und Verschlucken, als auch bei Berührung mit der Haut.